# 派勒特芒德鎮區 (北達科他州格里格斯縣)
派勒特芒德鎮區（英語：Pilot Mound Township）是位於美國北達科他州格里格斯縣的一個鎮區。

## 地方資料
派勒特芒德鎮區的面積為93.75平方千米，當中陸地面積為93.40平方千米，而水域面積為0.35平方千米。根據2020年美國人口普查的數據，當地共有人口33人，而人口密度為每平方千米0.35人。